# Väterzentrum Berlin
Das Väterzentrum Berlin ist eine gemeinnützige Organisation zur Förderung aktiver Vaterschaft. Gefördert vom Bundesland Berlin, betreibt es einen Treffpunkt für Väter und ihre Kinder und eine Beratungseinrichtung, bietet Veranstaltungen an und berät Fachleute und Organisationen auf dem Gebiet Vaterschaft.

## Einrichtung und Praxis
Das Väterzentrum Berlin bietet nach eigenen Angaben einen niedrigschwelligen offenen Treffpunkt sowie strukturierte Informations- und Beratungs- und Veranstaltungsangebote. Beispiele aus dem Programm sind etwa: das Papa-Café für Väter in Elternzeit, erlebnispädagogische Angebote wie Vater-Kind-Wochenenden, Kurse für werdende Väter; Familienevents oder Beratung für Väter (Strategieberatung, Rechtsberatung, Arbeitsrecht sowie Elternzeitberatung).
Zielgruppe des Väterzentrums Berlin sind Väter in allen Kindschafts- und Familienkonstellationen sowie ihre Kinder und Familien: Väter in der traditionellen Kleinfamilie, getrennt erziehende Väter, Väter in Patchworkfamilien, soziale Väter, Regenbogenväter.

## Institution
Das Väterzentrum Berlin ging aus der Vorgängerorganisation Mannege – Information und Beratung für Männer e. V., gegründet 1989, hervor. Das Väterzentrum wurde 2007 eröffnet. Es hat seinen Sitz in Berlin-Prenzlauer Berg. Das Väterzentrum Berlin ist ein eingetragener gemeinnütziger Verein (e. V.). Die Arbeit des Väterzentrums Berlin zählt zur Familienbildung nach § 16 des Kinder- und Jugendhilfegesetzes sowie zur Familienerholung. Sie wird durch die Senatsverwaltung für Bildung, Jugend und Familie gefördert. Darüber hinaus werden Einzelprojekte des Väterzentrums regelmäßig von weiteren Gebern gefördert. Die Arbeit des Väterzentrums Berlin wurde 2009 als ausgewählter Ort im Land der Ideen ausgezeichnet. 2010 war das Väterzentrum für den Karl-Kübel-Preis nominiert. Es erhielt 2017 einen Sonderpreis der Auszeichnung „Spitzenvater des Jahres“ des Unternehmens Mestemacher.
2013/2014 wurde die Arbeit des Väterzentrums durch das sozialwissenschaftliche Forschungsinstitut SoWiTra evaluiert.

## Fachliche Vernetzung
Das Väterzentrum ist Mitglied im Paritätischen Wohlfahrtsverband, Landesverband Berlin sowie in der Arbeitsgemeinschaft der Berliner Familienverbände (AGF-Berlin). Auf Bundesebene ist das Zentrum Teil des Väter-Experten-Netz Deutschland e. V. Auf internationaler Ebene ist es seit 2019 Partner im weltweiten Netzwerk Men Care – A Global Fatherhood Campaign.